# Нижній Новгород (стадіон)
Стадіон «Нижній Новгород»(рос. Стадион «Нижний Новгород») — футбольний стадіон в однойменному місті Росії, домашня арена ФК Парі Нижній Новгород. Одне із місць проведення матчів в рамках Чемпіонату світу з футболу 2018 року.
Спорудження стадіону розпочато у 2015 році в рамках підготовки до Чемпіонату світу з футболу 2018 року. 
Арену побудовано та відкрито в 2018 році.

## Загальна інформація про стадіон
Загальна площа будівлі стадіону становить 127: 500 м².
Місткість стадіону становить 45000 місць, в тому числі 902 місця для маломобільних груп населення разом з супроводжуючими.  Очікується, що після завершення турніру стадіон буде використовуватися для проведення домашніх матчів нижегородського футбольного клубу «Нижній Новгород» в Чемпіонаті Росії з футболу.
Навесні 2017 року губернатор Валерій Шанцев припустив, що стадіон буде використовуватися для змагань і з інших видів спорту, а також для інших великих заходів і концертів.

### Безпека
До чемпіонату світу з футболу 2018 на стадіоні обладнали системи сигналізацій та оповіщення, металодетектори, індикатори небезпечних рідин і вибухових речовин, організовують 30 постів цілодобової охорони .